# Russell Griffiths
Russell John Griffiths (* 13. April 1996 in Gravesend) ist ein englischer Fußballtorhüter, der aktuell bei AFC Telford United unter Vertrag steht.

## Verein
Russell Griffiths begann seine Karriere in der Youth Academy des FC Everton. Im Jahr 2015 begann er erste Erfahrungen im Herrenbereich zu sammeln, als er zu den unterklassigen Vereinen Northwich Victoria, FC Colwyn Bay und zum FC Halifax Town verliehen wurde. Ab August 2016 kam er für ein halbes Jahr als Profi während einer Leihe zum englischen Viertligisten Cheltenham Town 24 Mal zum Einsatz. Danach wurde er von Januar bis Mai 2017 an den schottischen Erstligisten FC Motherwell verliehen. Nach seiner Rückkehr nach Liverpool, wechselte der 21-jährige einen Monat später fest nach Motherwell. Mittlerweile spielt er bei AFC Telford United.

## Nationalmannschaft
Russell Griffiths spielte im Jahr 2015 dreimal in der U-20-Nationalmannschaft von England. Gegner waren dabei Tschechien, die Niederlande und Deutschland.